# Хроника Холодной войны (1963 год)
Хронология Холодной войны
- 1943
- 1944
- 1945
- 1946
- 1947
- 1948
- 1949
- 1950
- 1951
- 1952
- 1953
- 1954
- 1955
- 1956
- 1957
- 1958
- 1959
- 1960
- 1961
- 1962
- 1963
- 1964
- 1965
- 1966
- 1967
- 1968
- 1969
- 1970
- 1971
- 1972
- 1973
- 1974
- 1975
- 1976
- 1977
- 1978
- 1979
- 1980
- 1981
- 1982
- 1983
- 1984
- 1985
- 1986
- 1987
- 1988
- 1989
- 1990
- 1991

- 20 января: Индонезия отказывает от участия в создании Федерации Малайзии в заявлении тогдашнего министра иностранных дел Индонезии Субандрио. Сам Сукарно как первый президент Индонезии рассматривал создание Федерации Малайзии как проект неоколониализма и как британское марионеточное государство в Юго-Восточной Азии. Это знаменует собой начало противостояния Индонезии и Малайзии.
- 23 января: Ким Филби, лидер Кембриджской пятёрки, бежит в Советский Союз из Бейрута.
- 10 февраля: Свержение премьер-министра Ирака Абд аль-Карима Касима.
- 9 июня: Фронт освобождения Дофара начинает войну в Омане, известную как Дофарское восстание.
- 13 июня: «Марс-1», вероятно, достигает Марса во время облёта. Однако 21 марта радиосвязь с зондом была потеряна.
- 20 июня: Соединённые Штаты соглашаются установить горячую линию с СССР, что делает возможным прямое общение лидеров двух сверхдержав.
- 21 июня: Франция объявляет о выводе своего флота из состава Североатлантического флота НАТО.
- 26 июня: Президент США Джон Кеннеди произносит в Западном Берлине речь «Я — берлинец!».
- 31 июля: Манильское соглашение было подписано Республикой Индонезией, Малайской Федерацией (ныне Малайзия) и Филиппинами. Это соглашение содержит соглашение о самоопределении народа Сабаха и Саравака путём свободных выборов. Была сформирована конференция под названием Мафилиндо, в которую вошли три страны, подписавшие Манильское соглашение.
- 5 августа: США, Великобритания и СССР подписывают Договор о частичном запрещении ядерных испытаний, запрещающий испытания ядерного оружия где бы то ни было, кроме подземных испытаний.
- 16 сентября: Образована Федерация Малайзии, первым премьер-министром которой стал Тунку Абдул Рахман. Это считалось нарушением Манильского соглашения, потому что произошло до того, как были объявлены результаты выборов по самоопределению в Сабахе и Сараваке.
- 14 октября: Начало Аденского восстания против британского правления.
- 2 ноября: Премьер-министр Южного Вьетнама Нго Динь Зьем убит в результате государственного переворота. Подозревается причастность ЦРУ к произошедему, позднее доказанная.
- 22 ноября: Президент США Джон Кеннеди застрелен в Далласе. Были некоторые предположения о том, были ли причастны к убийству коммунистические страны или даже ЦРУ, но эти теории остаются спорными. Вице-президент Линдон Джонсон становится президентом Соединённых Штатов.
- 12 декабря: Кения становится независимой от Великобритании.